# Bartolomeo Cini
Bartolomeo Cini (San Marcello Pistoiese, 18 marzo 1809 – Firenze, 27 settembre 1877) è stato un politico, imprenditore, finanziere italiano.

## Biografia
Figlio di Giovanni Cini e di Anna Rosa Cartoli, Bartolomeo, dopo gli studi privati, frequentò l'università di Pisa laureandosi in giurisprudenza. A Pisa nelle sue frequentazioni degli ambienti della cultura locale conobbe Nerina Tighe che sposò.
Tra 1839 e 1841 partecipò a vari congressi scientifici italiani a Pisa e a Firenze; dal 1851 fu socio dell'Accademia dei Georgofili e, dal 1869, della Società geografica italiana. 
Dopo la laurea si curò degli interessi economici e industriali della famiglia che era proprietaria della cartiera Lima e di altri opifici. Viaggiò molto in Italia, Europa del centro-nord, Inghilterra e Russia; fu a Costantinopoli e in Egitto.
Nel 1844 in seguito a una grave crisi finanziaria della famiglia si trasferì a Pisa in una modesta abitazione. Quivi intrattenne rapporti con personaggi degli ambienti liberali toscani e con Massimo d'Azeglio. Nel 1845, con i fratelli Tommaso e Pietro, fondò la Società Anonima per la strada a rotaje di ferro da Pistoia al confine Pontificio della Porretta per la costruzione di una ferrovia attraverso l'Appennino; ma nel 1849 per difficoltà finanziarie e gli eventi politici del 1848-49 fu posta in liquidazione.
Bartolomeo Cini si impegnò allora in politica stringendo rapporti con rappresentanti del liberalismo toscano tra cui il Ricasoli. 
Non abbandonò tuttavia le iniziative per la costruzione della ferrovia attraverso l'Appennino. Ricostituita una società i Cini ottennero nel 1852 la concessione per la costruzione e l'esercizio, ma la morte del fratello Tommaso complicò l'attuazione del progetto che ormai era oggetto di interessi contrastanti e concorrenti di grandi gruppi capitalistici stranieri; verso il 1855 la società era in gravi difficoltà per cui si rivolse a Pietro Bastogi, che aveva stretto rapporti con i Rothschild in quanto socio fondatore della Società per le ferrovie del Lombardo-Veneto; questi disposto ad investire capitali in cambio della direzione commerciale dell'impresa avanzò proposte alla commissione ma questi preferirono altri candidati anche dietro pressione del governo austriaco che preferiva l'intervento diretto dei Rothschild e di Raffaele De Ferrari, duca di Galliera, che cercava di entrare nell'affare. 
Nella primavera del 1856 assieme a Bastogi si recò a Vienna e a Parigi per riorganizzare la società. In maggio per intervento del duca di Galliera e di Paulin Talabot (lunga mano dei Rothschild) si costituì la Società Anonima per la Strada Ferrata dell’Italia Centrale.
La fuga del granduca di Toscana nel 1859 dopo l'armistizio di Villafranca fu l'occasione per divenire deputato all'Assemblea toscana, votare la decadenza dei Lorena e infine adoperarsi per l'annessione al regno di Sardegna. Eletto deputato al Parlamento del Regno fu rieletto al primo Parlamento del Regno d'Italia il 27 gennaio del 1861.  Fu sempre assiduo ai lavori delle assemblee schierandosi sulle posizioni dei moderati toscani.
Tra 1861 e 1865 fu interessato alla politica ferroviaria italiana entrando a far parte della commissione governativa per la Compagnia delle strade ferrate lombarde e dell'Italia centrale; fu inoltre consigliere governativo della Società per la via ferrata Lucca-Pistoia e della Società anonima per le strade ferrate livornesi, consigliere di amministrazione della Società per la via ferrata maremmana e membro del consiglio direttivo della Società delle strade ferrate romane.
Il suo coinvolgimento nella fondazione della Società italiana per le strade ferrate meridionali e nelle contestate manovre politico-finanziarie di Bastogi per accaparrarsi l'incarico di costruire le ferrovie meridionali che provocarono reazioni nel mondo finanziario e in quello politico e parlamentare lo fecero oggetto delle indagini di una commissione parlamentare d'inchiesta. Ciò pose fine alla sua carriera politica; nelle elezioni del 1865 non fu rieletto. Fece però parte del consiglio di amministrazione delle Meridionali fino alla sua morte.
Nel 1868 divenne sindaco di San Marcello Pistoiese e l'anno dopo membro del Consiglio nazionale dell'industria e del commercio. Fece parte della Società Adam Smith di Firenze in quanto liberista convinto. 
All'inizio del 1876 pubblicò la memoria, Dell'esercizio delle strade ferrate, nella quale analizzava le varie ferrovie europee e i loro assetti: private con concessioni a scadenza o perpetue, sussidiate dallo Stato, costruite e esercite dallo Stato o affidate a società private o miste. In Italia la massima parte della rete ferroviaria era gestita o posseduta dai privati e si dibatteva perché proprietà ed esercizio divenissero statali. Egli affermava che lo Stato dovesse regolamentare il monopolio dei privati per evitare pregiudizio all'interesse generale. Tuttavia rimaneva convinto difensore della gestione privata delle ferrovie; in una analisi dei costi tendeva a mostrare che ovunque il costo dell'esercizio statale era maggiore rispetto a quello privato. Si spense l'anno dopo a Firenze.